# Севастянівка (зупинний пункт)
Севастя́нівка — пасажирський залізничний зупинний пункт (колишня станція) Шевченківської дирекції Одеської залізниці на лінії Андрусове — Христинівка між станціями Монастирище (15 км) та Христинівка (15 км). Розташований у селі Велика Севастянівка Христинівського району Черкаської області.

## Історія
Станція відкрита під час будівництва залізничної лінії Козятин I — Христинівка у 1890 році. За радянських часів Севастянівка була станцією з трьома коліями і кінцевою для приміського потяга сполученням Умань — Севастянівка».
Село Велика Севастянівка має багату історію, а отже може стати поштовх туристичному потенціалу станції.

## Пасажирське сполучення
Зупиняються лише приміські дизель-поїзди сполученням Козятин I — Христинівка.